# 馬塔馬塔

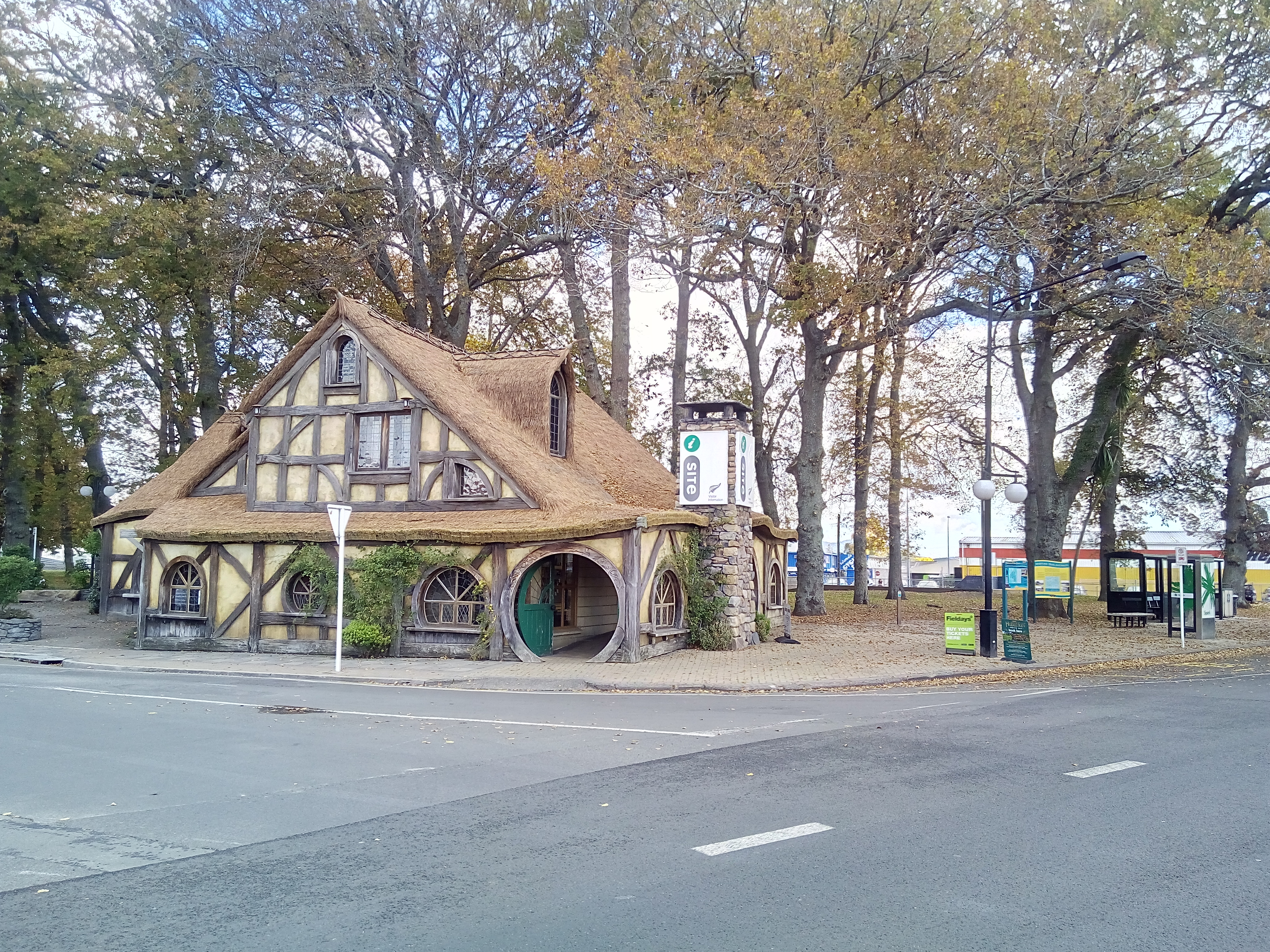
馬塔馬塔

马塔马塔（毛利语：Matamata）是新西兰懷卡托地区的一个小镇。它位于凯迈山脉的山脚附近，當地人以繁育和训练純種馬為業。截至2023年6月，马塔马塔的人口为9,130人。哈比村就位於马塔马塔附近。